# زنبق‌های ژاپنی

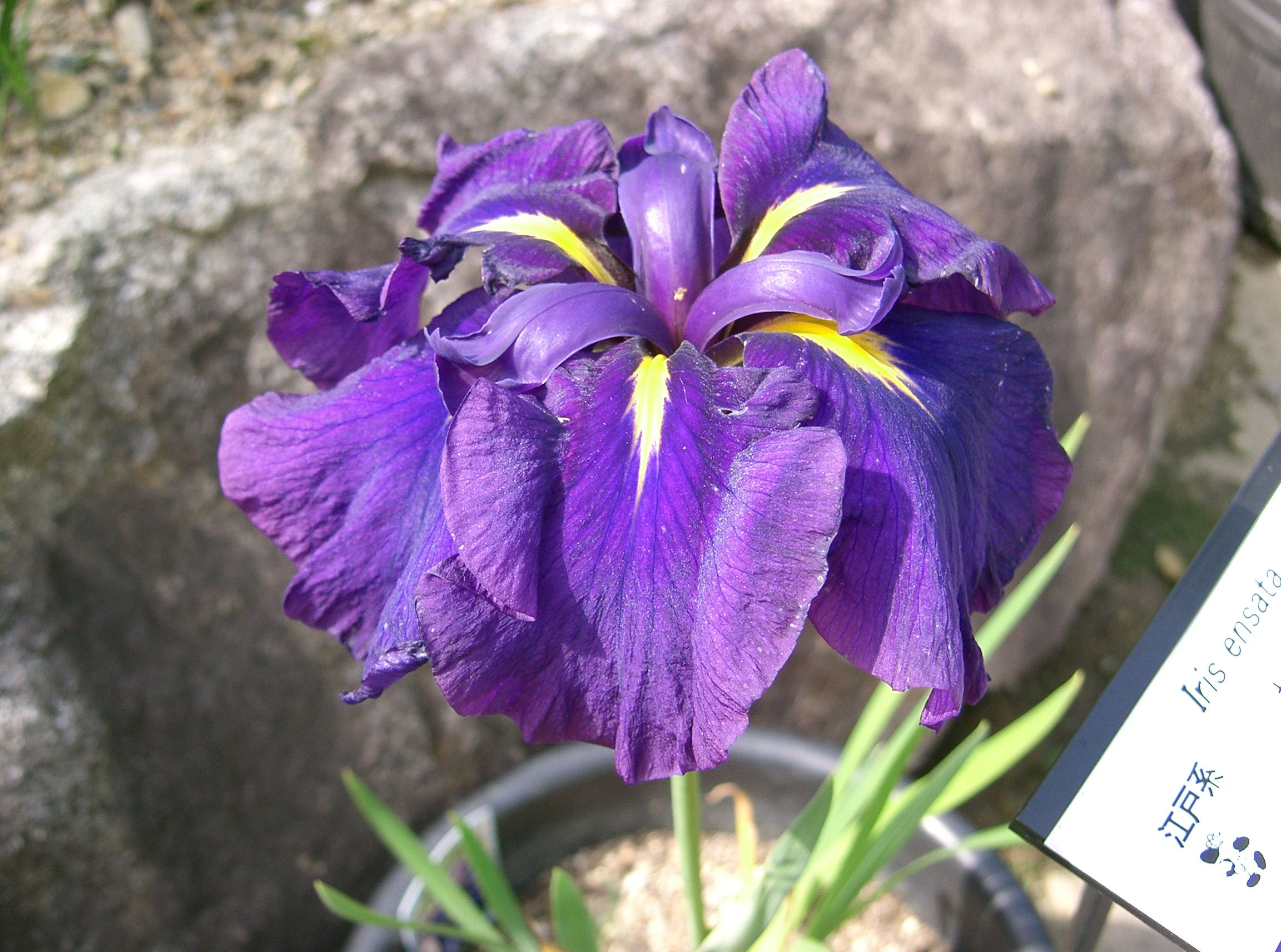
زنبق آبی ژاپنی

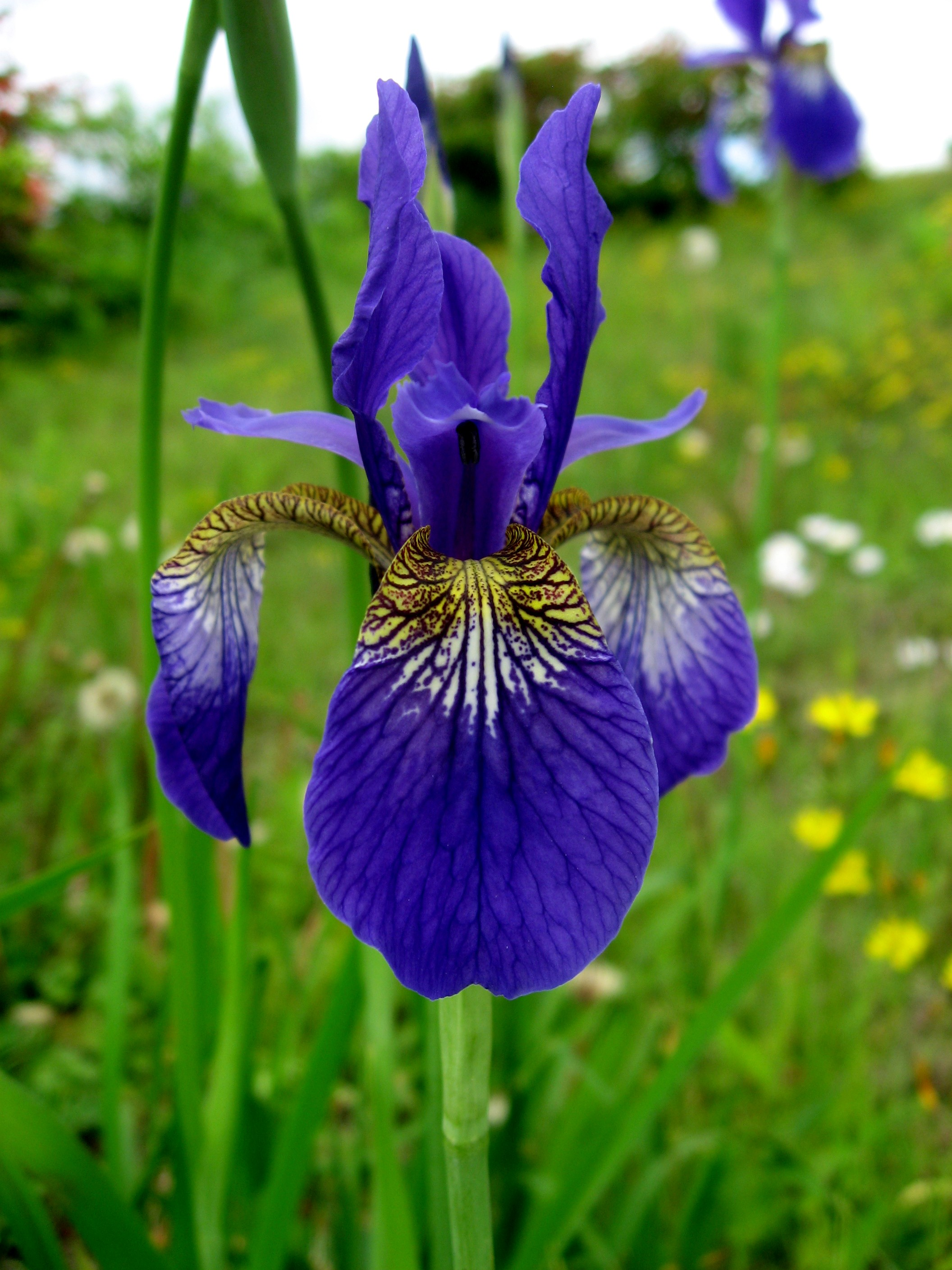
زنبق خونین

زنبق‌های ژاپنی (انگلیسی: Japanese iris شامل سه گونه زنبق است که در باغ‌ها و طبیعت در ژاپن رشد می‌کند این سه گونه عبارتند از:زنبق آبی ژاپنی، زنبق گوش‌خرگوشی و زنبق خونین.